# Potenza Calcio 2022-2023
Questa voce raccoglie le informazioni riguardanti il Potenza Calcio nelle competizioni ufficiali della stagione 2022-2023.

## Rosa
Aggiornata al 1º febbraio 2023.
| N. |                   | Ruolo | Calciatore                 |
| -- | ----------------- | ----- | -------------------------- |
| 1  | Italia (bandiera) | P     | Manuel Gasparini           |
| 2  | Italia (bandiera) | D     | Francesco Rillo            |
| 3  | Italia (bandiera) | D     | Christian Celesia          |
| 4  | Ghana (bandiera)  | D     | Bright Gyamfi              |
| 5  | Italia (bandiera) | D     | Emmanuele Matino           |
| 6  | Italia (bandiera) | C     | Lorenzo Del Pinto          |
| 7  | Italia (bandiera) | A     | Michele Emmausso           |
| 7  | Italia (bandiera) | C     | Andrea Cittadino           |
| 8  | Italia (bandiera) | C     | Mattia Sandri              |
| 9  | Italia (bandiera) | A     | Salvatore Caturano         |
| 10 | Italia (bandiera) | A     | Ferdinando Del Sole        |
| 11 | Italia (bandiera) | A     | Francesco Andrea Di Grazia |
| 12 | Italia (bandiera) | P     | Gabriele Uva               |
| 13 | Italia (bandiera) | D     | Nicolò Armini              |
| 14 | Italia (bandiera) | C     | Pasquale Riccardi          |
| 17 | Italia (bandiera) | D     | Vincenzo Polito            |

| N. |                       | Ruolo | Calciatore              |
| -- | --------------------- | ----- | ----------------------- |
| 18 | Italia (bandiera)     | D     | Matteo Legittimo        |
| 19 | Argentina (bandiera)  | A     | Nicolás Belloni         |
| 19 | Italia (bandiera)     | A     | Fabio Alagna            |
| 20 | Marocco (bandiera)    | C     | Mohamed Laaribi         |
| 21 | Italia (bandiera)     | D     | Gabriele Rocchi         |
| 23 | Italia (bandiera)     | C     | Gaetano Logoluso        |
| 26 | Italia (bandiera)     | C     | Bruno Verrengia         |
| 27 | Italia (bandiera)     | A     | Jacopo Murano           |
| 30 | Italia (bandiera)     | C     | Demetrio Steffè         |
| 32 | Italia (bandiera)     | A     | Davide Masella          |
| 38 | Italia (bandiera)     | C     | Angelo Talia            |
| 46 | Italia (bandiera)     | P     | Fabrizio Alastra        |
| 51 | Italia (bandiera)     | D     | Domenico Girasole       |
| 70 | Italia (bandiera)     | A     | Emanuele Schimmenti     |
| 77 | Italia (bandiera)     | A     | Giovanni Volpe          |
| 98 | Montenegro (bandiera) | D     | Cristian Hadžiosmanović |

## Calciomercato

### Sessione estiva(dal 1/7 all'1/9)
| Acquisti | Acquisti | Acquisti | Acquisti |
| R.       | Nome     | da       | Modalità |
| -------- | -------- | -------- | -------- |

| Cessioni | Cessioni | Cessioni | Cessioni |
| R.       | Nome     | a        | Modalità |
| -------- | -------- | -------- | -------- |

### Sessione invernale(dal 1/1 al 31/1)
| Acquisti | Acquisti | Acquisti | Acquisti |
| R.       | Nome     | da       | Modalità |
| -------- | -------- | -------- | -------- |

| Cessioni | Cessioni | Cessioni | Cessioni |
| R.       | Nome     | a        | Modalità |
| -------- | -------- | -------- | -------- |

## Risultati

### Serie C

#### Girone di andata
| Andria 4 settembre 2022, ore 20:30 CEST 1ª giornata | Fidelis Andria   | 0 – 0 referto | Potenza | Stadio degli Ulivi (2 851 spett.)\| Arbitro: \| Galipò (Firenze) \| |
| Arbitro:                                            | Galipò (Firenze) |               |         |                                                                     |

| Arbitro: | Scarpa (Collegno) |

|                             |           |                            |
| Di Grazia 11’ Belloni 90+6’ | Marcatori | 66’ Costantino 68’ Parlati |

| Arbitro: | Ancora (Roma 1) |

|             |           |              |
| De Sena 27’ | Marcatori | 90+5’ Matino |

| Arbitro: | Pascarella (Nocera Inferiore) |

|             |           |               |
| Caturano 5’ | Marcatori | 59’ Schenetti |

| Arbitro: | Fiero (Pistoia) |

|              |           |           |
| Emmausso 89’ | Marcatori | 30’ Gómez |

| Arbitro: | Bordin (Bassano del Grappa) |

|                        |           |  |
| Casarini 10’ Russo 62’ | Marcatori |  |

| Arbitro: | Arena (Torre del Greco) |

|            |           |                                       |
| Matino 30’ | Marcatori | 7’ Lescano 45+1’ Cuppone 90+5’ Crecco |

| Arbitro: | Emmanuele (Pisa) |

|                            |           |                            |
| Esposito 58’ Novella 90+1’ | Marcatori | 14’ Caturano 54’ Di Grazia |

| Arbitro: | Maggio (Lodi) |

|                           |           |              |
| Di Grazia 7’ Emmausso 43’ | Marcatori | 74’ Leonetti |

| Arbitro: | Caldera (Como) |

|                           |           |  |
| Antonini 3’ A. Romano 51’ | Marcatori |  |

| Arbitro: | Di Graci (Como) |

|                  |           |                                |
| Caturano 5’, 74’ | Marcatori | 30’ (rig.) Patierno 32’ Murilo |

| Arbitro: | Luongo (Napoli) |

|                                      |           |                                        |
| Marotta 27’ Volpicelli 38’ Mungo 59’ | Marcatori | 41’ Girasole 74’ Emmausso 89’ Caturano |

| Arbitro: | Giaccaglia (Jesi) |

|                                                 |           |  |
| Girasole 12’ Esposito 45+1’ (aut.) Caturano 66’ | Marcatori |  |

| Arbitro: | Diop (Treviglio) |

|            |           |              |
| Fofana 42’ | Marcatori | 74’ Del Sole |

| Castellammare di Stabia 27 novembre 2022, ore 14:30 CET 15ª giornata | Juve Stabia      | 0 – 0 referto | Potenza | Stadio Romeo Menti (2 500 spett.)\| Arbitro: \| Mucera (Palermo) \| |
| Arbitro:                                                             | Mucera (Palermo) |               |         |                                                                     |

| Potenza 30 novembre 2022, ore 21:00 CET 16ª giornata | Potenza          | 0 – 0 referto | Audace Cerignola | Stadio Alfredo Viviani (1 504 spett.)\| Arbitro: \| Collu (Cagliari) \| |
| Arbitro:                                             | Collu (Cagliari) |               |                  |                                                                         |

| Arbitro: | Tremolada (Monza) |

|             |           |                            |
| Manzari 80’ | Marcatori | 17’ Caturano 38’ Di Grazia |

| Arbitro: | Galipò (Firenze) |

|            |           |                  |
| Gyamfi 12’ | Marcatori | 90+6’ Gladestony |

| Arbitro: | Saia (Palermo) |

|                                                                           |           |              |
| Katseris 1’ Biasci 17’ (rig.), 51’ Sounas 37’ Vandeputte 54’ Iemmello 84’ | Marcatori | 7’ Di Grazia |

#### Girone di ritorno
| Arbitro: | Di Marco (Ciampino) |

|                           |           |              |
| Caturano 25’ Logoluso 84’ | Marcatori | 44’ Arrigoni |

| Viterbo 7 gennaio 2023, ore 14:30 CET 21ª giornata | Monterosi Tuscia       | 0 – 0 referto | Potenza | Stadio Enrico Rocchi (200 spett.)\| Arbitro: \| Grasso (Ariano Irpino) \| |
| Arbitro:                                           | Grasso (Ariano Irpino) |               |         |                                                                           |

| Arbitro: | Frascaro (Firenze) |

|                                |           |             |
| Caturano 16’, 77’ Girasole 29’ | Marcatori | 56’ De Sena |

| Arbitro: | Cherchi (Carbonia) |

|                                       |           |  |
| Ogunseye 28’ Iacoponi 38’ Di Noia 78’ | Marcatori |  |

| Crotone 29 gennaio 2023, ore 14:30 CET 24ª giornata | Crotone            | 0 – 0 referto | Potenza | Stadio Ezio Scida (4 140 spett.)\| Arbitro: \| Scatena (Avezzano) \| |
| Arbitro:                                            | Scatena (Avezzano) |               |         |                                                                      |

| Arbitro: | Ubaldi (Roma 1) |

|                   |           |                                          |
| Caturano 28’, 57’ | Marcatori | 13’ Russo 21’, 78’ Marconi 69’ Benedetti |

| Arbitro: | Calzavara (Varese) |

|                                                           |           |  |
| Vergani 17’ Merola 34’, 88’ Delle Monache 48’ Lescano 78’ | Marcatori |  |

| Arbitro: | Tremolada (Monza) |

|                            |           |                               |
| Caturano 56’ Di Grazia 59’ | Marcatori | 62’ Santarcangelo 90+4’ Kouda |

| Arbitro: | Ancora (Roma 1) |

|  |           |                    |
|  | Marcatori | 62’ Hadžiosmanović |

| Arbitro: | Virgilio (Trapani) |

|              |           |  |
| Caturano 58’ | Marcatori |  |

| Arbitro: | Costanza (Agrigento) |

|             |           |             |
| Minelli 22’ | Marcatori | 90+6’ Volpe |

| Arbitro: | Nicolini (Brescia) |

|                           |           |  |
| Caturano 61’ Del Sole 73’ | Marcatori |  |

| Latina 15 marzo 2023, ore 14:30 CET 32ª giornata | Latina        | 0 – 0 referto | Potenza | Stadio Domenico Francioni (859 spett.)\| Arbitro: \| Centi (Terni) \| |
| Arbitro:                                         | Centi (Terni) |               |         |                                                                       |

| Arbitro: | Bonacina (Bergamo) |

|  |           |              |
|  | Marcatori | 55’ I. Baldé |

| Arbitro: | Baratta (Rossano) |

|                                                          |           |                              |
| Talia 6’ Caturano 26’ Volpe 55’ Steffè 68’ Verrengia 78’ | Marcatori | 45’ Altobelli 87’ D'Agostino |

| Arbitro: | Bordin (Bassano del Grappa) |

|            |           |           |
| Samele 46’ | Marcatori | 78’ Volpe |

| Arbitro: | Vingo (Pisa) |

|              |           |                             |
| Caturano 50’ | Marcatori | 37’ Rolando 90+1’ Giannotti |

| Arbitro: | Canci (Carrara) |

|                                         |           |                     |
| Zullo 25’ Gladestony 35’ Rondinella 60’ | Marcatori | 4’ Volpe 17’ Murano |

| Arbitro: | D'Eusanio (Faenza) |

|                               |           |                         |
| Murano 12’, 36’ Del Pinto 59’ | Marcatori | 50’ Iemmello 68’ Sounas |

### Play-off

#### Spareggi
| Arbitro: | Cavaliere (Paola) |

|  |           |            |
|  | Marcatori | 80’ Steffè |

| Arbitro: | Galipò (Firenze) |

|             |           |           |
| Di Noia 87’ | Marcatori | 76’ Talia |

### Coppa Italia Serie C

#### Turni eliminatori
| Arbitro: | Vogliacco (Bari) |

|                                                |                      |                                           |
| Maiorino Patierno Miceli Caporale Mastropietro | Tiri di rigore 3 – 4 | Caturano Sandri Logoluso Di Grazia Steffè |

| Arbitro: | Turrini (Firenze) |

|                                   |           |              |
| Cianci 17’, 68’ Curcio 49’ (rig.) | Marcatori | 72’ Del Sole |

## Statistiche

### Statistiche di squadra
Aggiornate al 19 ottobre 2022
| Competizione         | Punti | In casa | In casa | In casa | In casa | In casa | In casa | In trasferta | In trasferta | In trasferta | In trasferta | In trasferta | In trasferta | Totale | Totale | Totale | Totale | Totale | Totale | D.R. |
| Competizione         | Punti | G       | V       | N       | P       | Gf      | Gs      | G            | V            | N            | P            | Gf           | Gs           | G      | V      | N      | P      | Gf     | Gs     | D.R. |
| -------------------- | ----- | ------- | ------- | ------- | ------- | ------- | ------- | ------------ | ------------ | ------------ | ------------ | ------------ | ------------ | ------ | ------ | ------ | ------ | ------ | ------ | ---- |
| Serie C              | 48    | 19      | 8       | 7       | 4       | 34      | 26      | 19           | 2            | 11           | 6            | 15           | 31           | 38     | 10     | 18     | 10     | 49     | 57     | -8   |
| Coppa Italia Serie C | 1     | 0       | 0       | 0       | 0       | 0       | 0       | 2            | 0            | 1            | 1            | 1            | 3            | 2      | 0      | 1      | 1      | 1      | 3      | -2   |
| Totale               | 49    | 19      | 8       | 7       | 4       | 34      | 26      | 21           | 2            | 12           | 7            | 16           | 34           | 40     | 10     | 19     | 11     | 50     | 60     | -10  |

### Andamento in campionato
| Giornata  | 1 | 2 | 3 | 4 | 5 | 6 | 7 | 8 | 9 | 10 | 11 | 12 | 13 | 14 | 15 | 16 | 17 | 18 | 19 | 20 | 21 | 22 | 23 | 24 | 25 | 26 | 27 | 28 | 29 | 30 | 31 | 32 | 33 | 34 | 35 | 36 | 37 | 38 |
| --------- | - | - | - | - | - | - | - | - | - | -- | -- | -- | -- | -- | -- | -- | -- | -- | -- | -- | -- | -- | -- | -- | -- | -- | -- | -- | -- | -- | -- | -- | -- | -- | -- | -- | -- | -- |
| Luogo     |   |   |   |   |   |   |   |   |   |    |    |    |    |    |    |    |    |    |    |    |    |    |    |    |    |    |    |    |    |    |    |    |    |    |    |    |    |    |
| Risultato |   |   |   |   |   |   |   |   |   |    |    |    |    |    |    |    |    |    |    |    |    |    |    |    |    |    |    |    |    |    |    |    |    |    |    |    |    |    |
| Posizione |   |   |   |   |   |   |   |   |   |    |    |    |    |    |    |    |    |    |    |    |    |    |    |    |    |    |    |    |    |    |    |    |    |    |    |    |    |    |

Legenda:

Luogo: C = Casa; T = Trasferta. Risultato: V = Vittoria; N = Pareggio; P = Sconfitta.